# 영월 보덕사 극락보전
영월 보덕사 극락보전(寧越 報德寺 極樂寶殿)은 대한민국 강원특별자치도 영월군 영월읍 영흥리, 보덕사에 있는 극락보전이다. 1984년 6월 2일 강원특별자치도의 문화재자료 제23호로 지정되었다.

## 개요
보덕사는 신라 문무왕 8년(668) 의상조사가 지덕사라는 이름으로 세운 절이다. 단종이 노산군으로 감봉되며 유배당할 때 절 이름을 ‘노릉사(老陵寺)’로 고쳤다가, 단종의 능인 장릉(사적 제196호)의 원찰로 지정되면서 영조 2년(1726)에 보덕사로 이름이 바뀌었다.
극락보전(강원도 문화재자료 제23호)은 고려 의종 15년(1161) 운허선사와 원경국사가 늘려 지었다고 전한다.
건물은 앞면 3칸·옆면 3칸 규모로, 지붕은 옆면에서 볼 때 여덟 팔(八)자 모양인 팔작지붕이다. 앞면 가운데 칸은 5개의 빗살문, 양 옆칸에는 각각 3개의 빗살문을 달았다. 지붕 처마를 받치기 위해 장식하여 만든 공포는 기둥 위와 기둥 사이에도 있는 다포 양식이며 현판은 김규진이 썼다.
지금 있는 극락보전은 조선 후기의 양식을 갖추고 있는 건축물이다.

## 참고 자료
- 보덕사극락보전 - 국가유산청 국가유산포털